# Хупер (Небраска)
Хупер (енгл. Hooper) град је у америчкој савезној држави Небраска.

## Демографија
По попису из 2010. године број становника је 830, што је 3 (0,4%) становника више него 2000. године.
| Група             | 2000.       | 2010.       |
| Белци             | 813 (98,3%) | 807 (97,2%) |
| Афроамериканци    | 1 (0,1%)    | 0 (0,0%)    |
| Азијати           | 2 (0,2%)    | 0 (0,0%)    |
| Хиспаноамериканци | 8 (1,0%)    | 13 (1,6%)   |
| Укупно            | 827         | 830         |